# Bol'šaja Inta
La Bol'šaja Inta (in russo Большая Инта?) è un fiume della Russia europea settentrionale, affluente di destra del Kos'ju, nel bacino della Pečora. Scorre nella Repubblica dei Komi, nel territorio del distretto urbano di Inta.
Il fiume ha origine dagli speroni degli Urali subpolari. Nella parte superiore scorre a nord-nord-est, quindi scorre a nord-ovest. Nella parte inferiore attraversa una pianura paludosa, il canale qui è tortuoso con molte lanche; la città di Inta e il villaggio di Jus'tydor si trovano sulle sue rive. Sfocia nel Kos'ju a 38 km dalla foce, 13 km a nord-ovest di Inta. Il fiume ha una lunghezza di 105 km; l'area del suo bacino è di 1 180 km².
Il fiume è attraversato dalla ferrovia Kotlas-Pečora-Vorkuta nel suo corso medio.